# L'Hogar (la Torre de Fontaubella)
L'Hogar és una obra de la Torre de Fontaubella (Priorat) inclosa a l'Inventari del Patrimoni Arquitectònic de Catalunya.

## Descripció
Edifici de planta rectangular bastit de maçoneria i obra, arrebossades i pintades, cobert per teulada a dues vessants, de planta baixa, pis i golfes. A la façana s'obren una porta i dues finestrelles a la planta baixa, dos balcons no sortits al pis i dues finestres a les golfes. És a destacar una bona porta dovellada amb la data de 1800 a la clau.

## Història
Antiga propietat privada destinada a habitatge. Després de la Guerra Civil l'edifici passà a propietat municipal que hi instal·là l'Hogar Rural del Frente de Juventudes i l'escola pública. Actualment és desafectat.